# منتخب كوبا لكرة الطائرة للسيدات
منتخب كوبا الوطني لكرة الطائرة للسيدات (بالإسبانية: Selección femenina de voleibol de Cuba)‏ هو ممثل كوبا الرسمي في المنافسات الدولية في كرة طائرة في فئة كرة الطائرة للسيدات.